# Blue Ship
Blue Ship, або BLUE SHIP — мальтійське вантажне судно; довжина — 92 м, ширина — 24 м, валовий тоннаж — 3 727 т. Брало участь у спорудженні «Північного потоку — 2».

## Участь у побудові «Північного потоку-2»
У вересні 2021 року повідомляли, що поруч із трасою «Північного потоку — 2» у данській економічній зоні Балтійського моря судно «Blue Ship» займеться зміцненням ділянки кам'яним засипанням. Ця процедура потрібна для стабілізації газопроводу на дні моря. За повідомленням Данського морського відомства, у попередженні морякам зазначали, що початок кам'яного засипання очікували 1 серпня. Проте баржа «Фортуна» на той момент ще не закінчила будівництво другої нитки.
Щодо судна США хотіли ввести санкції. Але 23 листопада 2021 року на сайті Мінфіну США замість двох суден залишилося лише одне — Marlin. Таке раптове зникнення зі списку другого судна легко пояснює те, що «Blue Ship» пов'язане з німецьким урядом, з'ясувало видання «Блумберґ».

## Відомості
Судно BLUE SHIP (IMO: 9381990, MMSI (ідентифікаційний номер станції): 229425000) — вантажне судно, спущене на воду у 2006 році, ходить під прапором Мальти. Довжина — 92 м, ширина — 24 м. Валовий тоннаж складає 3 727 т.